# Dysolobium dolichoides
Dysolobium dolichoides är en ärtväxtart som först beskrevs av William Roxburgh, och fick sitt nu gällande namn av David Prain. Dysolobium dolichoides ingår i släktet Dysolobium och familjen ärtväxter. Utöver nominatformen finns också underarten D. d. dolichoides.